# 波拉茨克機場
波拉茨克機場（羅馬化：Aeraport Polatsk，羅馬化：Aeroport Polotsk）是一座位於白俄羅斯波拉茨克的對外航空交通機場。